# Koh-Lanta: La nueva edición
Koh-Lanta: La nueva edición fue un reality show francés, esta es la 4.ta temporada especial del reality show francés Koh-Lanta, transmitido por TF1 y producido por Adventure Line Productions. Fue conducido por Denis Brogniart, se estrenó el 12 de septiembre de 2014 y finalizó el 21 de noviembre de 2014. Esta temporada fue grabado en Malasia, específicamente en el archipiélago de Sibu y contó con 13 participantes. Laurent Maistret es quien ganó esta temporada y así obtuvo como premio € 100.000.
Esta cuarta temporada especial contó con 13 participantes divididos en 2 tribus; la primera es la tribu Simban representada por el color rojo y la segunda es Tengah representada por el color amarillo. Esta temporada duró 23 días.

## Producción

### Casting
A raíz de las tragedias que se produjeron a principios de la 13° temporada en marzo de 2013. Una edición con los exparticipantes fue anunciada unos meses más tarde. Después de una fase de casting, se seleccionaron 13 participantes de dicha temporada (6 mujeres y 7 hombres). El casting ocurrió en mayo de 2014. 
En esta temporada, con el fin de evitar cualquier teatro, el equipo médico se ha fortalecido y los participantes han sido puestos a más pruebas médicas, similares a las que están sujetas a los atletas profesionales, para comprobar que todos estén aptos para la aventura. En esta 4° temporada especial ya había sido planeado para el 2014 antes de que el rodaje de la 13° temporada comenzara.

### Reglas e Innovaciones
- En el primer episodio del juego las competencias son completamente individuales. Los equipos se forman en el 4º día.

- Dos participantes (Freddy y Teheiura) comienzan aislados de los otros 11 participantes, durante los cuatro primeros días. Ellos tendrán que realizar una expedición por la selva para llegar al campamento, y unirse a los otros participantes al comienzo del segundo episodio, en el que son responsables de la formación de equipos.

## Equipo del Programa
- Presentadores: Denis Brogniart lidera las competencias por equipos y los consejos de eliminación.

## Participantes
| Participante                            | Edad | Tribu Original    | Tribu Mezclada | Tribu Definitiva            | Resultado Final              | Estadía |
| --------------------------------------- | ---- | ----------------- | -------------- | --------------------------- | ---------------------------- | ------- |
| Laurent Maistret Modelo.                | 32   | Unificada         | Tengah         | Unificada                   | Ganador de Koh-Lanta         | 23 días |
| Martin Bazin Recepcionista.             | 26   | Unificada         | Simban         | Unificada                   | 2.° lugar de Koh-Lanta       | 22 días |
| Philippe (Phil) Bizet Trabajador.       | 43   | Unificada         | Simban         | Unificada                   | 11.er Eliminado de Koh-Lanta | 22 días |
| Moundir Zoughari Contratista.           | 41   | Unificada         | Tengah         | Unificada                   | 10.mo Eliminado de Koh-Lanta | 21 días |
| Philippe Duron Cesante.                 | 45   | Unificada         | Simban         | Unificada                   | 9.no Eliminado de Koh-Lanta  | 20 días |
| Teheiura Teahui Cocinero.               | 36   | Ingresa el 4° Día | Tengah         | Unificada                   | 8.vo Eliminado de Koh-Lanta  | 18 días |
| Freddy Boucher Ingeniero.               | 29   | Ingresa el 4° Día | Simban         | Unificada                   | 7.mo Eliminado de Koh-Lanta  | 16 días |
| Christina Chevry Camarera.              | 28   | Unificada         | Simban         | Unificada                   | 6.ta Eliminada de Koh-Lanta  | 14 días |
| Florence Delbarre Treher Profesora.     | 43   | Unificada         | Tengah         |                             | 5.ta Eliminada de Koh-Lanta  | 13 días |
| Sara Tallon Gerente de un gimnasio.     | 45   | Unificada         | Tengah         | 4.ta Eliminada de Koh-Lanta | 11 días                      |         |
| Laurence Pizzocchia Preparadora Física. | 37   | Unificada         | Tengah         | 3.ra Eliminada de Koh-Lanta | 8 días                       |         |
| Isabelle Da Silva Ama de casa.          | 41   | Unificada         | Tengah         | Abandona Por lesión         | 8 días                       |         |
| Sandra Acabado Seguros comerciales.     | 33   | Unificada         | Tengah         | Abandona Por lesión         | 6 días                       |         |

## Participantes en temporadas anteriores
| Participante       | Año  | Temporada                          | Resultado       |
| ------------------ | ---- | ---------------------------------- | --------------- |
| Philippe (Phil)    | 2012 | Koh-Lanta: Malasia                 | 17.mo Eliminado |
| Teheiura Teahui    | 2011 | Koh-Lanta: Raja Ampat              | 2.° lugar       |
| Teheiura Teahui    | 2012 | Koh-Lanta: La venganza del héroe   | 9.no Eliminado  |
| Laurent Maistret   | 2011 | Koh-Lanta: Raja Ampat              | 18.vo Eliminado |
| Martin Bazin       | 2011 | Koh-Lanta: Raja Ampat              | 16.to Eliminado |
| Philippe Duron     | 2010 | Koh-Lanta: Vietnam                 | Ganador         |
| Freddy Boucher     | 2009 | Koh-Lanta: Raja Ampat              | 9.no Eliminado  |
| Freddy Boucher     | 2010 | Koh-Lanta: El choque de los héroes | 2.° lugar       |
| Freddy Boucher     | 2012 | Koh-Lanta: La venganza del héroe   | 7.mo Eliminado  |
| Moundir Zoughari   | 2003 | Koh-Lanta: Bocas del Toro          | 14.to Eliminado |
| Moundir Zoughari   | 2009 | Koh-Lanta: Los héroes regresan     | 3.er Eliminado  |
| Christina Chevry   | 2009 | Koh-Lanta: Palaos                  | Ganadora        |
| Christina Chevry   | 2010 | Koh-Lanta: Vietnam                 | 6.ta Eliminada  |
| Florence Delabarre | 2011 | Koh-Lanta: Raja Ampat              | 12.da Eliminada |
| Sara               | 2012 | Koh-Lanta: Malasia                 | Abandona        |
| Laurence           | 2010 | Koh-Lanta: Vietnam                 | 13.ra Eliminada |
| Isabelle Da Silva  | 2009 | Koh-Lanta: Palaos                  | 16.ta Eliminada |
| Isabelle Da Silva  | 2012 | Koh-Lanta: La venganza del héroe   | 4.ta Eliminada  |
| Sandra Acabado     | 2001 | Los Aventureros de Koh-Lanta       | 6.ta Eliminada  |

## Desarrollo

### Competencias
| Episodio | Emisión                  | Bienestar               | Inmunidad     | Eliminado | Salida |
| -------- | ------------------------ | ----------------------- | ------------- | --------- | ------ |
| 1        | 12 de septiembre de 2014 |                         | Laurent       | Isabelle  | Día 3  |
| 2        | 19 de septiembre de 2014 | Simban                  | Tengah        | Sara      | Día 6  |
| 3        | 26 de septiembre de 2014 | Simban                  | Simban        | Laurence  | Día 8  |
| 4        | 3 de octubre de 2014     | Simban                  | Simban        | Sara      | Día 11 |
| 5        | 17 de octubre de 2014    | Simban                  | Teheiura      | Christina | Día 14 |
| 6        | 24 de octubre de 2014    | Teheiura                | Laurent       | Freddy    | Día 16 |
| 7        | 31 de octubre de 2014    | Philippe / Laurent      | Philippe      | Teheiura  | Día 18 |
| 8        | 7 de noviembre de 2014   | Laurent                 | Martin        | Philippe  | Día 20 |
| Episodio | Emisión                  | Mensajes de prueba      | Consejo final | Ganador   | Salida |
| 9        | 21 de noviembre de 2014  | Martin / Laurent / Phil | Martin        | Laurent   | Día 23 |

### Jurado Final
| Participante | Puesto     | Vota por |
| ------------ | ---------- | -------- |
| Florence     | 1° Miembro | Laurent  |
| Christina    | 2° Miembro | Laurent  |
| Freddy       | 3° Miembro | Laurent  |
| Teheiura     | 4° Miembro | Laurent  |
| Philippe     | 5° Miembro | Laurent  |
| Moundir      | 6° Miembro | Laurent  |
| Phil         | 7° Miembro | Laurent  |

## Estadísticas Semanales
| Participante | Episodio  | Episodio  | Episodio  | Episodio  | Episodio  | Episodio  | Episodio  | Episodio  | Episodio  |
| Participante | 1         | 2         | 3         | 4         | 5         | 6         | 7         | 8         | 9         |
| ------------ | --------- | --------- | --------- | --------- | --------- | --------- | --------- | --------- | --------- |
| Laurent      | Inmune    | Gana      | Salvado   | Salvado   | Salvado   | Inmune    | Salvado   | Salvado   | Ganador   |
| Martin       | Salvado   | Salvado   | Gana      | Gana      | Salvado   | Salvado   | Eliminado | Reingresa | 2°.Lugar  |
| Phil         | Salvado   | Salvado   | Gana      | Gana      | Salvado   | Salvado   | Salvado   | Salvado   | Eliminado |
| Moundir      | Salvado   | Gana      | Salvado   | Salvado   | Salvado   | Salvado   | Salvado   | Salvado   | Eliminado |
| Philippe     | Salvado   | Salvado   | Gana      | Gana      | Salvado   | Salvado   | Inmune    | Eliminado |           |
| Teheiura     | Ingresa   | Gana      | Salvado   | Salvado   | Inmune    | Salvado   | Eliminado |           |           |
| Freddy       | Ingresa   | Salvado   | Gana      | Gana      | Salvado   | Eliminado |           |           |           |
| Christina    | Salvada   | Salvada   | Gana      | Gana      | Eliminada |           |           |           |           |
| Florence     | Salvada   | Gana      | Salvada   | Salvada   | Eliminada |           |           |           |           |
| Sara         | Salvada   | Eliminada | Reingresa | Eliminada |           |           |           |           |           |
| Laurence     | Salvada   | Gana      | Eliminada |           |           |           |           |           |           |
| Isabelle     | Eliminada | Reingresa | Abandona  |           |           |           |           |           |           |
| Sandra       | Salvada   | Abandona  |           |           |           |           |           |           |           |

- Simbología
- Competencia en Equipos (Día 1-13)

     El participante pierde junto a su equipo pero no es eliminado.
     El participante pierde junto a su equipo y posteriormente es eliminado.
     El participante gana junto a su equipo y continua en competencia.
     El participante es eliminado, pero vuelve a ingresar.
     El participante ingresa en el 4° Día a la competencia.
     El participante abandona la competencia.
     El participante pierde el duelo contra el embajador de la tribu contraria y es eliminado.
Competencia individual (Día 14-23)
     Ganador de Koh Lanta.
     2°.Lugar de Koh Lanta.
     El participante gana la competencia y queda inmune.
     El participante pierde la competencia, pero no es eliminado.
     El participante es eliminado de la competencia.
     El participante pierde el reto de eliminación y es eliminado.

## Audiencias
| Episodio | Fecha de emisión           | Espectadores | Horario       |
| -------- | -------------------------- | ------------ | ------------- |
| 1        | «12 de septiembre de 2014» | 6.898.000    | 20:50 - 23:15 |
| 2        | «19 de septiembre de 2014» | 6.796.000    | 20:50 - 23:05 |
| 3        | «26 de septiembre de 2014» | 6.760.000    | 20:50 - 22:45 |
| 4        | «3 de octubre de 2014»     | 6.792.000    | 20:55 - 22:45 |
| 5        | «17 de octubre de 2014»    | 6.626.000    | 20:55 - 23:20 |
| 6        | «24 de octubre de 2014»    | 6.759.000    | 20:55 - 22:40 |
| 7        | «31 de octubre de 2014»    | 6.214.000    | 20:55 - 22:40 |
| 8        | «7 de noviembre de 2014»   | 6.620.000    | 20:55 - 23:05 |
| 9        | «21 de noviembre de 2014»  | 6.235.000    | 20:55 - 23:35 |